# Liberdade de Expressão (álbum)
Liberdade de Expressão é o segundo álbum de estúdio da banda brasileira de rock cristão Livre Arbítrio, lançado em 1994 pela gravadora Gospel Records.

## Faixas

### Lado A
1. "És minha Rocha"
2. "Pillatus"
3. "Cavaleiro dos Céus"
4. "A Porta"
5. "Orar sem Cessar"

### Lado B
1. "Liberte-se"
2. "Só com Amor"
3. "Qualquer Consolo"
4. "Único Motivo"
5. "Peregrinos (Not This World)"